# Platyceps karelini
Espèce
Synonymes
- Coluber karelini Brandt, 1838
- Coluber chesneii Martin, 1838
- Zamenis rogersi Anderson, 1893
- Platyceps rogersi (Anderson, 1893)
- Coluber karelini mintonorum Mertens, 1969

Platyceps karelini  est une espèce de serpents de la famille des Colubridae.

## Répartition
Cette espèce se rencontre  en Libye, en Égypte, en Israël, en Jordanie, au Liban, en Syrie, en Turquie, en Irak, en Iran, au Turkménistan, dans le sud du Kazakhstan, en Ouzbékistan, au Kirghizistan, au Tadjikistan, en Afghanistan et au Pakistan,.
Sa présence en Arabie saoudite est incertaine.

## Liste des sous-espèces
Selon The Reptile Database (11 août 2013) :
- Platyceps karelini chesneii (Martin, 1838)
- Platyceps karelini karelini (Brandt, 1838)
- Platyceps karelini mintonorum (Mertens, 1969)
- Platyceps karelini rogersi (Anderson, 1893)

## Étymologie
La sous-espèce rogersi est nommée en l'honneur de John Rogers, et la sous-espèce mintonorum en l'honneur de Sherman Anthony Minton et sa femme Madge Alice Shortridge Rutherford Minton.

## Publications originales
- Anderson, 1893 : On a new Species of Zamenis and a new Species of Bufo from Egypt. Annals and magazine of natural history, sér. 6, vol. 12, p. 439-440 (texte intégral).
- Brandt, 1838 : Note sur quatre nouvelles espèces de serpents de la côte occidentale de la mer Caspienne et de la Perse septentrionale, découvertes par M. Kareline. Bulletin de l'Académie Impériale des Sciences de Saint Pétersbourg, vol. 3, no 16, p. 241-244 (texte intégral).
- Martin, 1838 : On some snakes collected during the Euphrates expedition. Proceedings of the Zoological Society of London, vol. 1838, p. 81-84 (texte intégral).
- Mertens, 1969 : Die Amphibien und Reptilien West-Pakistans. Stuttgarter Beiträge zur Naturkunde, vol. 197, p. 1-96.